# 横川橋 (広島市)
横川橋（よこがわばし）は、広島県広島市の天満川にかかる道路橋。

## 概要
天満川最上流に架かる橋。上流（東側）に旧太田川との分岐、下流（西側）に横川新橋がある。
江戸時代に整備された出雲石見街道（可部街道）に架かる橋で、大正時代にアーチ橋に架け替えられた。その様子から地元では「太鼓橋」とも呼ばれていた。原子爆弾投下の際にも倒壊を免れており、荒廃した市内でひときわ目立つ存在だった。井伏鱒二の小説「黒い雨」の登場人物・閑間重松が被爆後さまよったときに渡った橋の1つである。
現在のものは1983年に架け替えられたもの。1986年建設省手づくり郷土賞（ふるさとが誇りとする橋）受賞。

## 諸元
現橋
- 場所 : 中区寺町1丁目 - 西区横川町1丁目[3]
- 路線名 : 広島市道中3区2号線[4]
- 橋長 : 61.5m[3]
- 幅員 : 13.0m[3]
- 上部工 : 2径間連続鈑桁橋
- 下部工 : RC橋台2基、RC張出式橋脚1基
- 基礎工 :

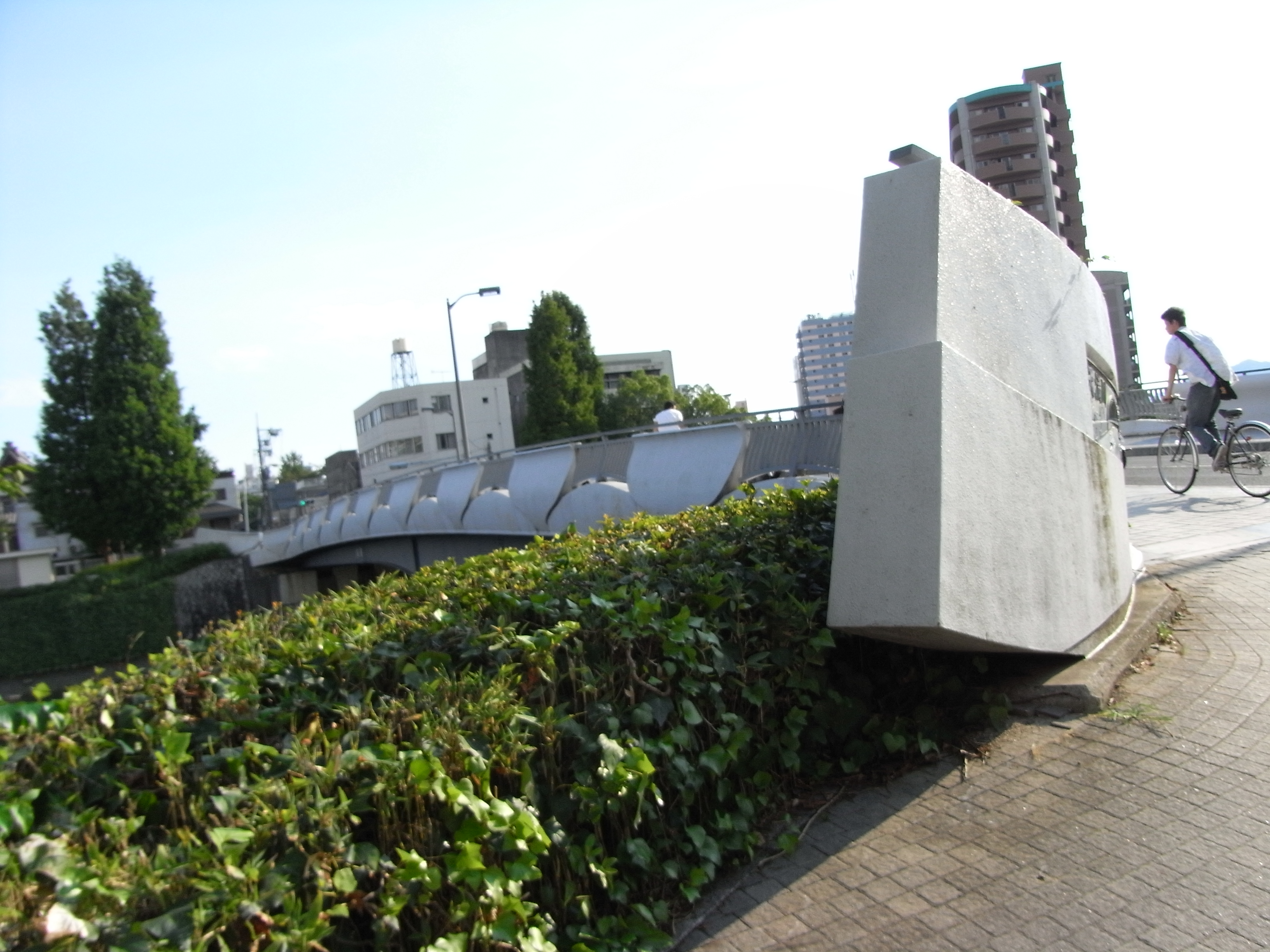
欄干
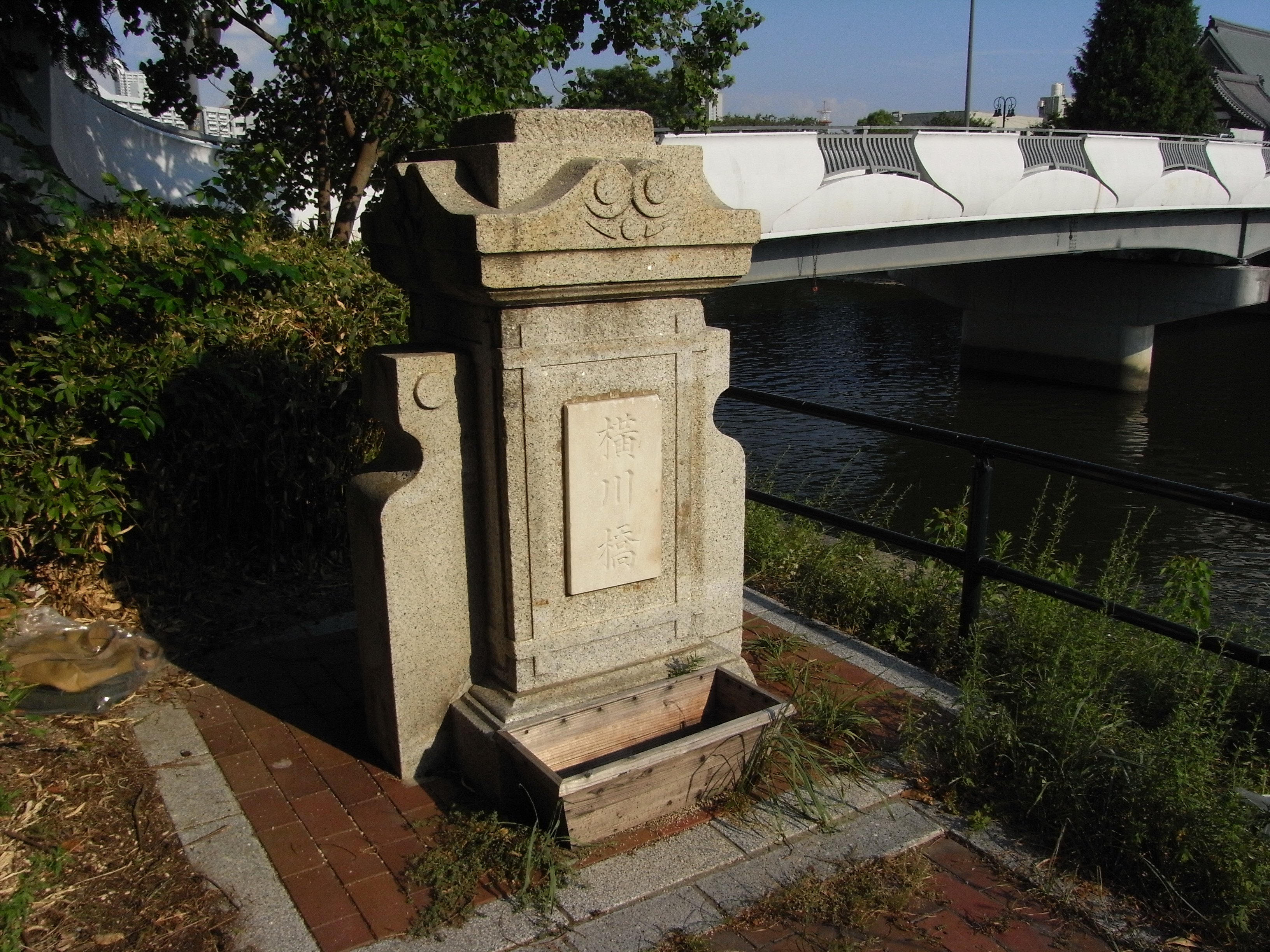
旧橋親柱
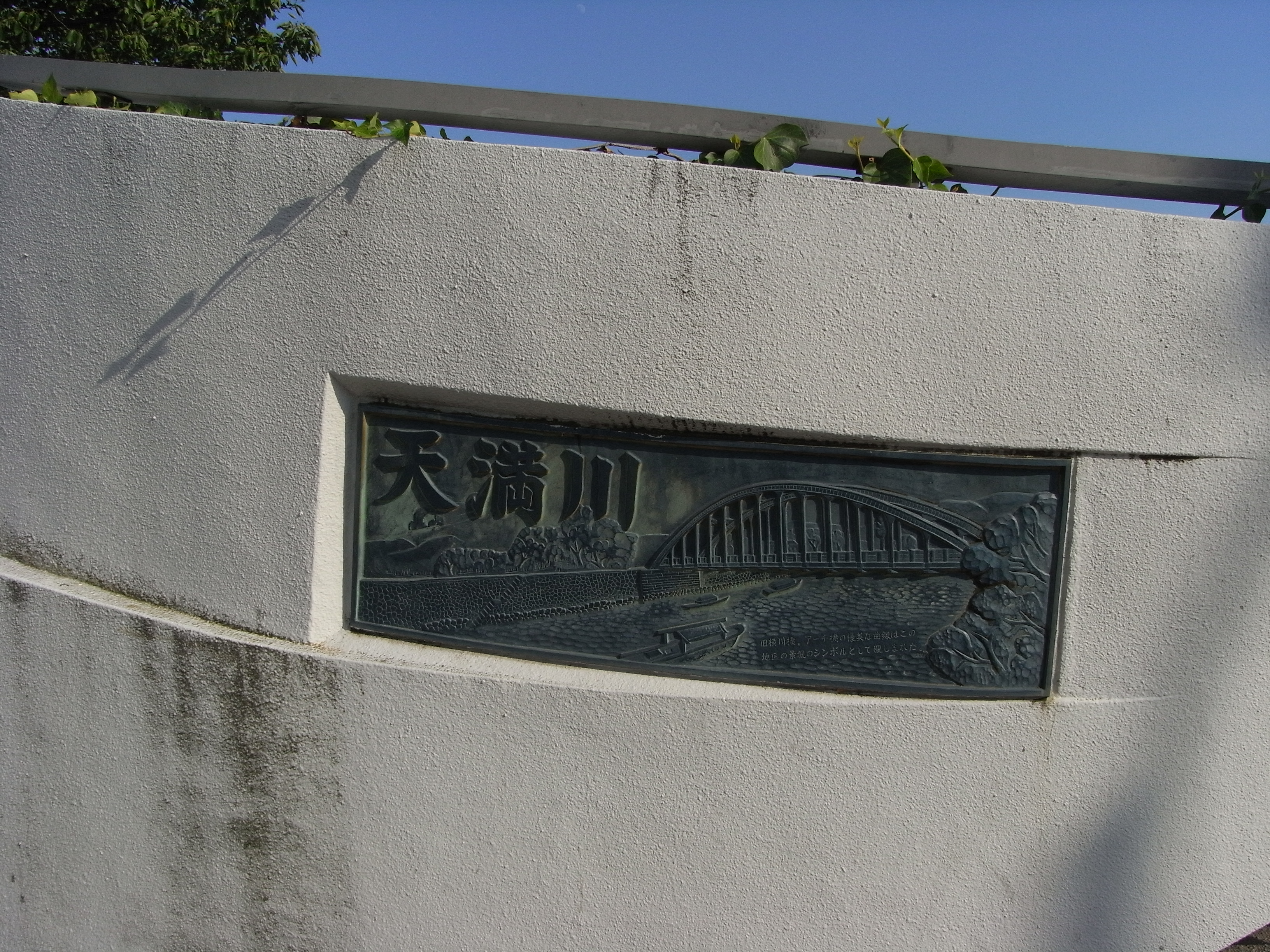
旧橋の在りし日のブロンズレリーフ1
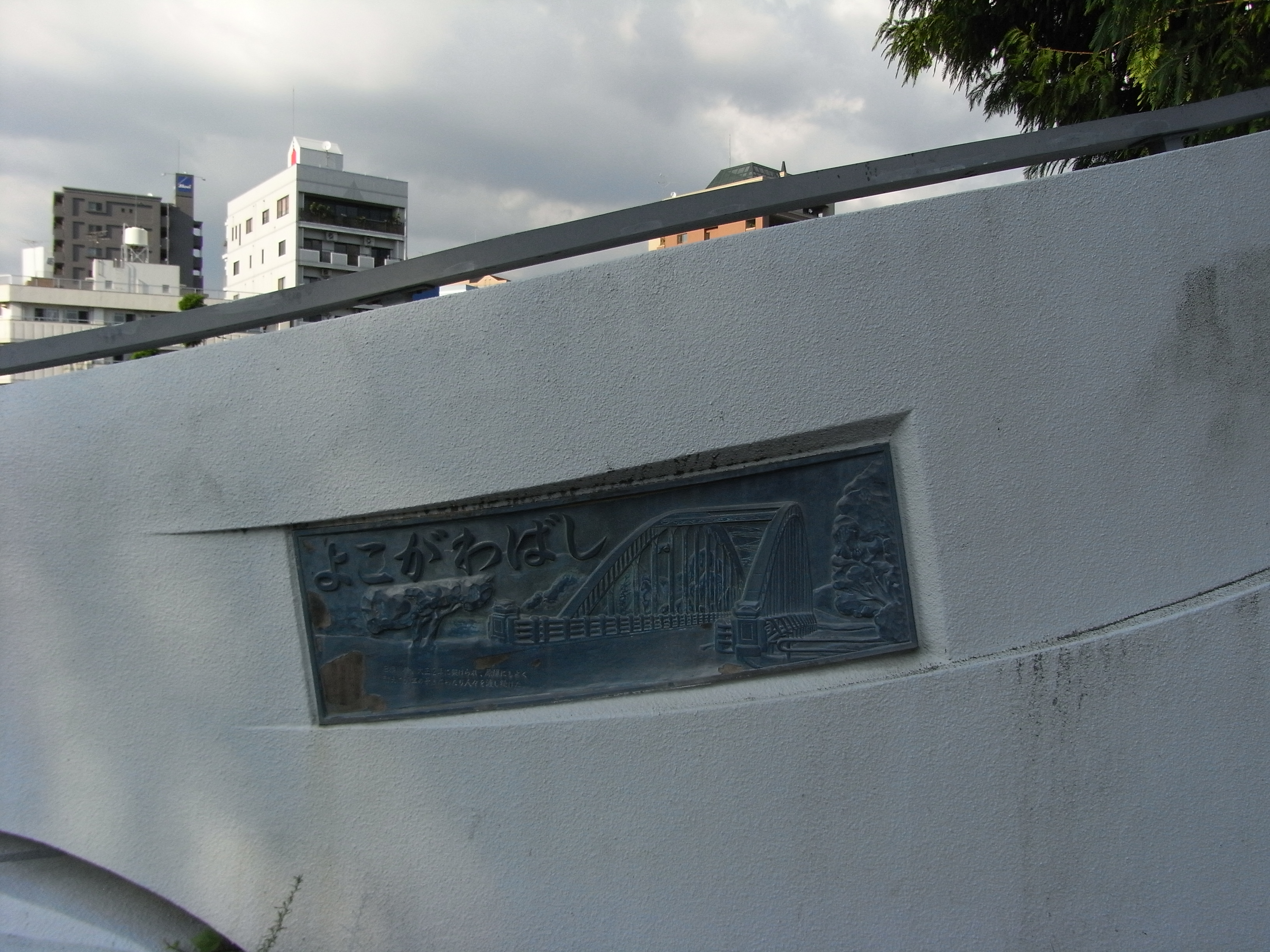
旧橋の在りし日のブロンズレリーフ2

旧橋

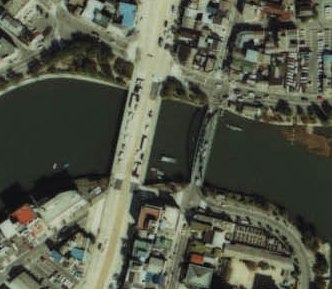
1981年の横川橋（旧橋）と横川新橋。アーチ部の影が見える。

次に被爆時にあった橋の架橋当時のデータを示す。
- 場所 : 広島市寺町 - 安佐郡三篠町
- 路線名 : 府県道広島松江線
- 施工年 : 大正9年（1920年）
- 橋長 : 206.7尺（62.6m）
- 幅員 : 24尺（7.27m）
- 上部工 : 鋼繋拱橋（単径間下路式鋼2ヒンジランガー橋）
  - アーチライズ35.0尺（10.6m）、アーチスパン200.0尺（60.6m）
- 下部工 : RC重力式橋台2基
- 基礎工 : 既製杭基礎

## 歴史

### 藩政時代
最初の架橋年は不明。安土桃山時代、毛利輝元により広島城下が開発されていったが、江戸時代に入ると福島正則にその事業が引き継がれた。その正則により雲石街道が整備され、その際に横川橋が架橋されたと言われている。
なお、江戸時代に描かれた毛利氏時代の絵地図『芸州広島御分国八州之時御城下屋敷割并神社仏閣割共図』にはこの橋は描かれておらず、寛永年間（1624年から1644年）の絵地図『寛永年間広島城下図』には描かれている。広島に関する絵地図で最も信頼性の高い1644年（正保元年）ごろに描かれた『安芸国広島城所絵図』（右の絵地図）には描かれている。よって横川橋は福島正則時代（1600年-1619年）あるいはその次に入封した浅野長晟時代（1619年-1632年）に架橋された。
藩政時代において、防犯上の理由により橋の架橋は制限されており、この橋は城下唯一の雲石街道筋に架けられた木橋であった。ちなみに江戸末期時点で城下にはその他に、己斐橋・福島橋(現存せず)・天満橋・本川橋・元安橋・京橋・猿猴橋・神田橋のみだった。
橋の周辺は寺町への門前町として、上流からの木材の陸揚げ場として、本川(旧太田川)と天満川・福島川(現在廃川)の分流地点のため水運拠点として栄え、商家が立ち並んだ。
なお当時の太田川水系の治水状況により幾度か落橋した可能性があるが、その記録は不明である。

### 近代
橋の北に横川駅ができ市の北方面への玄関口となったことから、さらに商業が栄えた。
大正時代に入り市内に路面電車が整備され、1917年（大正6年）広島電鉄横川線が開業した。ただ1919年（大正8年）市内全域を襲った洪水により、横川橋および隣の電車橋ともに落橋してしまった。
そこで木橋から永久橋化され鋼アーチ橋に架け替えられた。なお内務省の資料では1920年（大正9年）竣工だが、1975年四国五郎著 『広島百橋』では1923年（大正12年）竣工とあり、詳細は不明である。橋梁工事費は当時のお金で75,792円。
そこへ1935年（昭和10年）電車専用橋「横川橋電車鉄橋」(現・横川新橋)が、下流側に架けられた。

### 被爆
1945年（昭和20年）8月6日の原爆投下により被災（爆心地より約1.29km）。小破したが落橋はせず、北側の可部方面への避難経路に使われた。隣の横川橋鉄橋ではちょうど路面電車が通行しており、被爆により車両は川へと転落している。
周辺は壊滅した。荒野となった市内に無事だったこのアーチ橋はひときわ目立つ存在で、現在残っている当時の記録写真にしばしば登場する。被爆により市内の建物は倒壊し、被爆者からは約4キロメートル先の皆実町からこの橋を見ることが出来たとの証言がある。
原爆の爆風で家屋が倒壊し、あちこちが類焼する中、多くの橋が倒壊し川を渡ることができなかった状況で、焼け出された被災者が横川橋を渡り北部へ避難することができたとされる。
被爆に加え、同年9月の枕崎台風と同年10月の阿久根台風による水害により、天満川の橋が最上流部のこの橋を残してすべて落橋してしまい、一時は西から市内中心部へと通ずる唯一の橋となった。橋の両側で闇市で賑わった。

### 戦後
1947年（昭和22年）広電横川線が別院前電停まで復旧すると、路面電車の乗客はそこから歩いてこの橋を渡り横川駅へ向かった。1948年（昭和23年）横川駅から横川橋電停まで復旧する。1958年（昭和33年）に横川新橋が架橋され、横川線は全面復旧した。戦後、太田川放水路（1967年完成）の整備により福島川上流は埋め立てられ、この橋の下流側にあった福島川との分流地点はなくなった。
その後、老朽化に伴い架け替えが決定。市民に愛される橋をテーマにデザインが練られ、1983年に架け直された。旧橋親柱を残し、新しい親柱と欄干は昭和初期までこのあたりを往来した帆掛け舟と川の波をイメージして作られ、親柱には橋と地域の歴史を表現したブロンズレリーフが埋め込まれている。架橋までの経緯および特徴的なコンクリート欄干から、1986年に建設省・手づくり郷土賞を受賞した。

## 周辺
下流西側に国道54号旧道と広島電鉄横川線の併用橋である横川新橋がある。
上流東側に本川の分流地点、その遠方の本川対岸に市営基町高層アパートが見える。
南詰の寺町には、本願寺広島別院をはじめとする数々の寺院が立ち並ぶ。
最寄の駅は広電別院前停留場。
北詰上流側たもとに横川胡子神社がある。
最寄の駅は広電横川一丁目停留場、そのまま北へ進むとJR横川駅へたどり着く。

## 参考資料
- 広島市『広島原爆戦災誌』（PDF）（改良版）、2005年（原著1971年）。2013年4月2日閲覧。